# Fégui
Fégui est une localité et une commune urbaine malienne, située dans le pays de la Gadiaga, de l'arrondissement de Diboli, dans le Cercle de Ambidédi, et la région de Kayes à l'ouest du Mali.

## Géographie
La commune d'étend à la frontière du Sénégal à l'ouest de Kayes. La localité de Fégui est située sur la rive droite de la rivière Falémé qui marque la frontière entre le Sénégal et le Mali, à 52 km à l'ouest du chef-lieu de cercle Ambidédi Poste.
|        | Tafacirga | Sony   |
| Kidira | Fégui     | Falémé |
|        | Falémé    |        |

## Village
La commune s'étend sur une unique localité relevée lors du recensement général de 2009. 
- Fégui (3 933 habitants)